# Joan Nestle
Joan Nestle (Nueva York, 12 de mayo de 1940) es una escritora y editora estadounidense, ganadora del premio Literario Lambda y fundadora de los Lesbian Herstory Archives. Es abiertamente lesbiana y considera que su trabajo de archivar la historia es fundamental para su identidad como "mujer, lesbiana y judía".

## Trayectoria
"Como mujer, como lesbiana, como judía, sé que gran parte de lo que llamo historia, otros no lo llamarán así. Pero responder al desafío de la exclusión es el trabajo de toda una vida". Un país restringido. "Escribí estas palabras en 1986 y, aunque el interés histórico ha cambiado un poco desde entonces, aún encarnan mi dedicación a crear una historia más inclusiva de mujeres y judíos. Ahora tengo 65 años, vivo en un Estados Unidos conservador, en un mundo desgarrado por la guerra, por necesidades tan desesperadas de seguridad que la diferencia es algo terrible... Una historia de mujeres judías que busca la respetabilidad al precio de nuestra historia completa desheredará a algunas de nuestras mujeres más asediadas. Lesbian Herstory Archives es un lugar de recuerdo, de rechazo del exilio histórico, donde, como judía de origen obrero y feminista de los años 50, pude ayudar a asegurar que la vergüenza y la asimilación no triunfaran sobre nuestras maravillosas complejidades. Los archivos deben ser un hogar lo suficientemente grande para todos nosotros".
El padre de Nestlé murió antes de que ella naciera y fue criada por su madre Regina Nestle, en Nueva York, a quien atribuye haberle inspirado su "creencia en el innegable derecho de la mujer a disfrutar del sexo". Asistió a la Martin Van Buren High School en Queens y se licenció en el Queens College, de la Universidad de la Ciudad de Nueva York en 1963. A mediados de la década de 1960 se implicó en el Movimiento por los derechos civiles, viajando al sur de los Estados Unidos para unirse a la marcha de Selma a Montgomery y participar en las campañas de registro de votantes. Obtuvo una maestría en inglés de la Universidad de Nueva York en 1968 y trabajó para obtener un doctorado durante dos años antes de regresar al Queens College para enseñar.
Nestle se sintió siempre parte de la cultura de la clase trabajadora, butch y femme de Nueva York desde fines de la década de 1950. En una entrevista concedida a la revista Ripe Magazine, recordó que el centro de su vida social como joven lesbiana era un bar llamado Sea Colony, que, como era lo habitual en la época, estaba dirigido por el crimen organizado y en el que, en un intento por evitar las redadas de la brigada antivicio, no se permitía que entrara más de una mujer al baño.
Después de los disturbios de Stonewall en 1969, el movimiento de liberación LGBT se convirtió en el eje central de su activismo. Se unió al Comité de Liberación de Lesbianas en 1971 y ayudó a fundar la Unión Académica Gay (GAU) en 1972. Al año siguiente, ella y otros miembros de la GAU comenzaron a recopilar y preservar documentos y objetos relacionados con la historia de las lesbianas. Este proyecto se convirtió en el Lesbian Herstory Archives, que se inauguró en 1974 en la despensa del apartamento que compartía con su entonces pareja Deborah Edel, y más tarde con Mabel Hampton. Se mudó a una casa en Park Slope, en Brooklyn, en 1992. Hoy en día, sus fondos incluyen más de 20.000 libros, 12.000 fotografías y 1.600 títulos de publicaciones periódicas. También está toda su obra.
Nestle comenzó a escribir ficción en 1978, cuando una enfermedad le impidió enseñar durante un año. Su erótica centrada en las relaciones entre butch y femme la convirtió en una figura controvertida durante los debates feministas sobre la sexualidad de la década de 1980; miembros de Women Against Pornography pidieron la censura de sus historias. En sus escritos políticos, Nestle argumentó que el feminismo contemporáneo, al rechazar las identidades butch y femme, le estaba pidiendo que reprimiera una parte importante de sí misma. Sus escritos sobre el tema fueron muy influyentes; Lillian Faderman la describió como la creadora de una visión revisada de las butch y femme, y su antología de 1992 The Persistent Desire: A Femme-Butch Reader se convirtió en un trabajo icónico en ese campo.
Se retiró del Queens College en 1995 debido a una enfermedad que finalmente se identificó como cáncer colorrectal. Además le diagnosticaron cáncer de mama en 2001. Actualmente vive en Australia con su pareja, Dianne Otto, profesora en la Universidad de Melbourne.
En 1992, Nestle pronunció la primera conferencia Kessler para el Centro CUNY de Estudios sobre Lesbianas y Gays titulada "I Lift My Eyes to the Hill": the Life of Mabel Hampton as Told by a White Woman (la vida de Mabel Hampton contada por una mujer blanca).
Su vida fue el tema de un documental de 2002 de Joyce Warshow titulado Hand on the Pulse, y apareció en el documental de 1994 sobre la historia lésbica Not Just Passing Through.
Nestle es una mecenas de los Archivos de Lesbianas y Gays de Australia.

## Obra

### Como escritora
- A Fragile Union: New and Collected Writings (1998)
- A Restricted Country (1988)

### Como editora
- GENDERqUEER: Voices from Beyond the Binary (2002), coeditado con Clare Howell y Riki Wilchins
- Best Lesbian Erotica 2000 (1999) coeditado con Tristan Taormino
- The Vintage Book of International Lesbian Fiction (1999), coeditado con Naomi Holoch
- Women on Women 3: An Anthology of Lesbian Short Fiction (1996) coeditado con Naomi Holoch
- Hermana y hermano: lesbianas y hombres gay escriben sobre sus vidas juntos (1994) coeditado con John Preston
- Women on Women 2: An Anthology of Lesbian Short Fiction (1993), coeditado con Naomi Holoch
- El deseo persistente: un lector Femme-Butch (1992)
- Women on Women 1: An Anthology of Lesbian Short Fiction (1990), coeditado con Naomi Holoch
- Sinister Wisdom 94 / Lesbians and Exile "(2014) -coeditado con Yasmin Tambiah

## Reconocimientos
- 1988 Premio Asociación de Bibliotecas de Estados Unidos por A Restricted Country
- 1990 Premio Literario Lambda: Women on Women 1
- 1992 Premio Literario Lambda: The Persistent Desire
- 1994 Premio Literario Lambda: No Ficción Sister and Brother
- 1996 Premio Bill Whitehead a la trayectoria
- 1997 Premio Literario Lambda: Ficción para Women on Women 3
- 1999 Premio Literario Lambda de Estudios Lésbicos por A Fragile Union
- 2000 Premio Literario Lambda : Ficción por The Vintage Book of International Lesbian Fiction
- 2015 Premio Trailblazer de la Golden Crown Literary Society por su trayectoria